# کلاته ملکه
کلاته ملکه یک روستا در ایران است که در دهستان مؤمن‌آباد شهرستان سربیشه واقع شده‌است. کلاته ملکه ۳۷ نفر جمعیت دارد.